# 拉弗雷迪耶尔
拉弗雷迪耶尔（法語：La Frédière，法語發音：[la fʁedjɛʁ]）是法国滨海夏朗德省的一个旧市镇，位于该省中东部，属于圣让当热利区。2019年1月1日，拉弗雷迪耶尔并入相邻的圣伊莱尔-德维勒弗朗什。

## 地理
拉弗雷迪耶尔（45°51'39"N, 0°34'12"W）面积2.89 平方千米，位于法国新阿基坦大区滨海夏朗德省，该省份为法国西部滨海省份，北起旺代省，西临大西洋，南至吉倫特省，东南接多爾多涅省，东北接德塞夫勒省接壤，东临夏朗德省。
与拉弗雷迪耶尔接壤的市镇（或旧市镇、城区）包括：阿讷蓬、格朗让、瑞克、塔耶堡、圣伊莱尔-德维勒弗朗什。

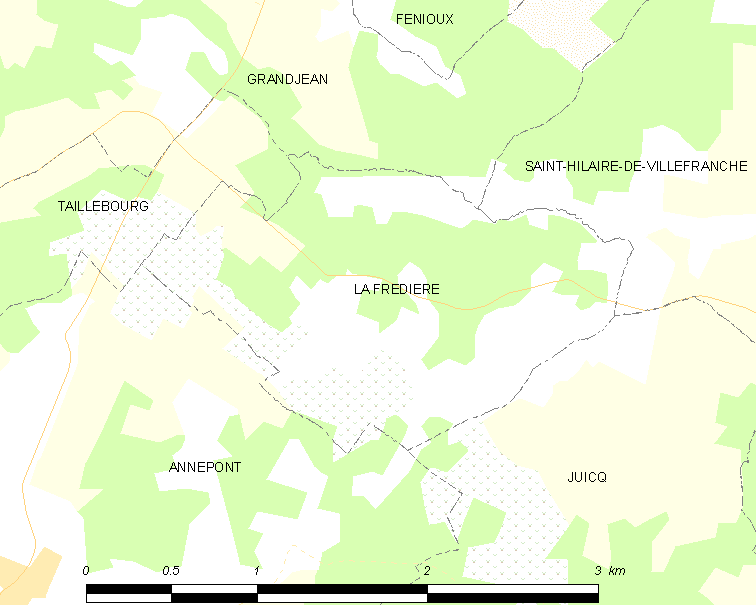
拉弗雷迪耶尔的OSM定位图

拉弗雷迪耶尔的时区为UTC+01:00、UTC+02:00（夏令时）。

## 行政
拉弗雷迪耶尔的邮政编码为17770，INSEE市镇编码为17169。

## 政治
拉弗雷迪耶尔所属的省级选区为沙尼耶县。

## 人口

1962-2008年间拉弗雷迪耶尔人口变化图示

拉弗雷迪耶尔于2018年1月1日时的人口数量为66人。